# Antonio López de Santa Anna
Antonio López de Santa Anna, fullständigt namn Antonio de Padua María Severino López de Santa Anna y Pérez de Lebrón, född 21 februari 1794 i Xalapa i Veracruz, död 21 juni 1876 i Mexico City, var en mexikansk militär (general), politiker och president i Mexiko. Santa Anna var verksam under den tid då Spanien, USA och Frankrike vid ett flertal tillfällen attackerade Mexiko. Bland hans militära bedrifter märks avvärjandet av spanska återerövringsförsöket i Tampico 1829. Han var Mexikos president vid 11 tillfällen. Vid de flesta av dessa blev han vald, men under perioder styrde han landet som diktator och vid sin sista period vid makten 1853 till 1855 utropade han sig som diktator på livstid.

## Biografi
Santa Anna medverkade i den statskupp som tillsatte Vicente Guerrero 1829. Han bidrog till att avvärja en militärkupp 1833 och blev därefter vald till president. I början var han inte speciellt intresserad av att styra landet utan gav det uppdraget åt sin vicepresident Valentín Gómez Farías som genast börja reformera landet och bekämpa korruptionen. Santa Anna ansåg dock att Farías blev obekväm då han skaffade sig många fiender, speciellt bland militären. Santa Anna avsatte sin vicepresident och gjorde då även Mexiko till diktatur då han ogiltigförklarade konstitutionen och stängde kongressen för att koncentrera all makt till huvudstaden.
Texas gjorde uppror för att kunna behålla slavhanterigen men Antonio López de Santa Anna svarade med att säga att Texas inte var moget för självständighet. Resultatet blev en revolution som ledde till att utbrytarrepubliken Texas bildades 1836. Samma år ledde han de mexikanska styrkorna i slaget vid Alamo.
Antonio López de Santa Anna tvingades i landsflykt tre gånger. 1845 tvingades han i exil till Kuba, men kunde återvända året därpå. Han hade övertygat regeringen att han inte hade några ambitioner till presidentposten, utan med sina militära kunskaper ville hjälpa landet i det uppkomna kriget med USA. Då han trots detta löfte tog makten som president och led nederlag i kriget, tvingades han fly till Jamaica 1851. 1853 inbjöds han av rebelliska konservativa och tog åter makten, men tvingades återigen fly till Kuba bara två år senare. Han flyttade senare vidare till Colombia och Staten Island i New York. 1874, två år innan sin död, kunde Santa Anna återvända till Mexiko efter ett beslut om en generell amnesti.

## Mandatperider
Santa Anna hade totalt 11 mandatperioder som Mexikos president:
- 16 maj, 1833 - 3 juni, 1833
- 18 juni, 1833 - 5 juli, 1833
- 27 oktober, 1833 - 15 december, 1833
- 24 april, 1834 - 27 januari, 1835
- 20 mars, 1839 - 10 juli, 1839
- 10 oktober, 1841 - 26 oktober, 1842
- 4 mars, 1843 - 4 oktober, 1843
- 4 juni, 1844 - 12 september, 1844
- 21 mars, 1847 - 2 april, 1847
- 20 maj, 1847 - 15 september, 1847
- 20 april, 1853 - 9 augusti, 1855

## Bildgalleri

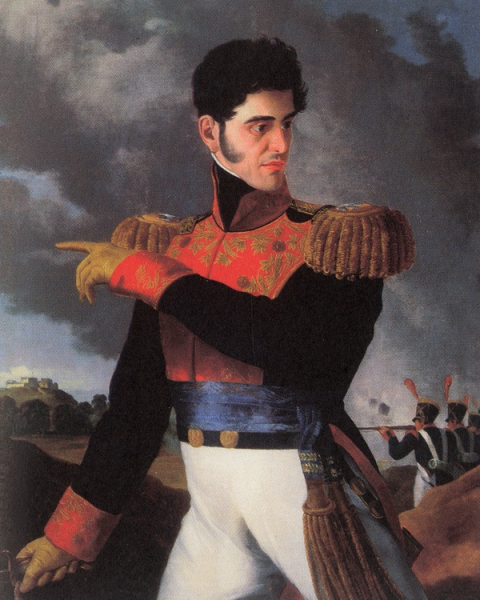
En ung Santa Anna.
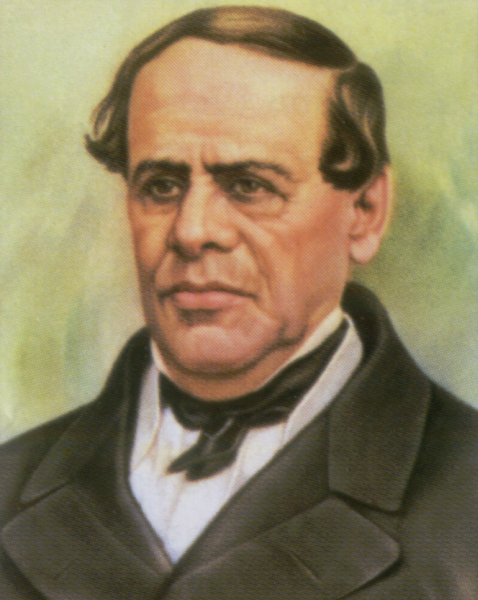
Santa Anna 1850.
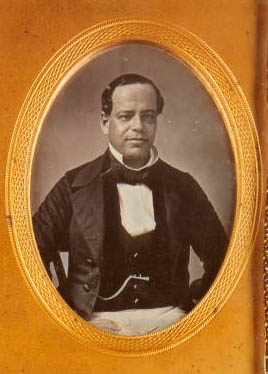
Santa Anna 1855 (daguerrotypi).